# Xylotrechus tristisfacies
Xylotrechus tristisfacies es una especie de escarabajo longicornio del género Xylotrechus. Fue descrita científicamente por S. Yang & W. Yang en 2017.
Se distribuye por China. El macho mide aproximadamente 13,9 milímetros y la hembra 14,2–17,8 milímetros de longitud.